# Esquirol rupestre del Pare David
L'esquirol rupestre del Pare David (Sciurotamias davidianus) és una espècie de rosegador de la família dels esciúrids. És endèmic de la Xina (Anhui, Chongqing, Gansu, Guizhou, Hebei, Henan, Hubei, Liaoning, Ningxia, Pequín, Shaanxi, Shanxi, Sichuan, Tianjin i Yunnan). S'alimenta de llavors. El seu hàbitat natural són els biomes rocosos. És una espècie en risc mínim, és a dir, no sembla que hi hagi cap amenaça significativa per a la seva supervivència.
Aquest tàxon fou anomenat en honor del missioner i zoòleg francès Jean Pierre Armand David.